# أنتوني فاندن بور
انتوني فاندين بوري ، تاريخ الميلاد: 1987 العمر: 29 عاما الجنسية: بلجيكا ، المركز: دفاع -النادي الحالي: فيورنتينا ( الإيطالي ) الأندية التي لعب بها: أندرلخت ( بلجيكا ).

## مسيرته الكروية
لعب أنتوني فاندن بور خلال مسيرته الاحترافية مع 7 أندية في سبعة عشر موسمًا وسجل خلالها 5 أهداف ضمن 228 مباراة. ولم يفز بأي موسم بالكأس وفاز في سبعة مواسم بالدوري.
خاض أنتوني فاندن بور مسيرته مع نادي رويال أندرلخت في موسم 2003–04 في المرة الأولى واستمر معه طيلة ثلاثة مواسم ثم في موسم 2012–13 ليلعب معه خمسة مواسم ثم في موسم 2019–20 لمدة موسم واحد، مشاركًا طوالها في 119 مباراة سجل خلالها 4 أهداف. ثم انتقل إلى نادي جنوى في موسم 2007–08 ولمدة موسمين، حيث شارك في 31 مباراة ولم يسجل أي هدف. لينتقل بعدها إلى نادي بورتسموث في موسم 2009–10 لمدة موسم واحد، مشاركًا في 19 مباراة ولم يسجل أي هدف أيضًا. ثم انتقل إلى نادي جينك في موسم 2010–11 ولمدة موسمين، مشاركًا في 42 مباراة سجل خلالها هدفًا واحدًا. هذا وانتقل لاحقًا إلى نادي تي بي مازيمبي في موسم 2016–17 لمدة موسم واحد، مشاركًا في 5 مباريات ولم يسجل أي هدف.

## روابط خارجية
- أنتوني فاندن بور على موقع الاتحاد الدولي (مؤرشف)  (الإنجليزية)
- أنتوني فاندن بور على موقع الاتحاد الأوربي (الإنجليزية)
- أنتوني فاندن بور على موقع الاتحاد البلجيكي (الإنجليزية)
- أنتوني فاندن بور على موقع رابطة كرة القدم الفرنسية للمحترفين (الإنجليزية)
- أنتوني فاندن بور على موقع قاعدة بيانات كرة القدم.إي يو (الإنجليزية)
- أنتوني فاندن بور على موقع ليكيب (الفرنسية)
- أنتوني فاندن بور على موقع ناشيونال فوتبول تيمز (الإنجليزية)
- أنتوني فاندن بور على موقع Soccerway.com (الإنجليزية)
- أنتوني فاندن بور على موقع عالم كرة القدم.نت (الإنجليزية)
- أنتوني فاندن بور على موقع كووورة